# Cosméticos de Ginza
Cosméticos de Ginza o Camareras de Ginza (銀座化粧 Ginza keshō?) es una película dramática japonesa de 1951 dirigida por Mikio Naruse. Está basada en la novela de Tomoichirō Inoue.

## Trama
Yukiko trabaja como hostess del bar «Bel-Ami», en el barrio de Ginza en Tokio. Es madre soltera de su hijo Haruo y vive en la segunda planta de una casa, abajo, vive un profesor de música nagauta. Fujimura, su antiguo amante y padre de Haruo la visita de vez en cuando para pedirle dinero. Decepcionada, guarda la esperanza de encontrar al amor de su vida y rehacer su vida, como las demás mujeres a su alrededor.

## Elenco
- Kinuyo Tanaka como Yukiko Tsuji
- Ranko Hanai como Shizue Sayama
- Kyoko Kagawa como Kyoko
- Eijiro Yanagi como Seikichi Kineya
- Eijiro Tono como Hyōbei Sugano
- Yoshihiro Nishikubo como Haruo